# Allahverdi Baghirov
Pour les articles homonymes, voir Baghirov.
Allahverdi Baghirov était un officier azerbaïdjanais, ancien dirigeant du Parti du Front populaire azerbaïdjanais, entraîneur principal du Qarabağ FK et Héros national d'Azerbaïdjan.

## Premières années
Il naît le 22 avril 1946 à Agdam. Allahverdi, dont le nom signifie « Dieu a donné », était le seul frère de sept sœurs. Après avoir terminé ses études, il a commencé à travailler au Qarabağ FK en tant qu’entraîneur principal.

## Carrière de football
Dès son plus jeune âge, il pratiquait le sport, notamment l'athlétisme et le volleyball. Il a joué un rôle important dans la victoire d'Aghdam dans diverses compétitions sportives interrégionales au cours des années scolaires et ultérieures. En 1970, il était capitaine du match Aghdam - Djabrayil pour la Coupe "Golden Spike" à Fizuli.
En 1976, il est nommé entraîneur-chef du club et l’Azerbaïdjan prend la quatrième place avec son aide la même année, lors du Championnat du monde uni. En 1991, il participa à un match entre des footballeurs professionnels du "Karabagh" et du "Nefttchi". Le match s'est terminé sur un score de 1: 1. Le but marqué dans le jeu appartenait à Allahverdi.

## Héros national
Baghirov Allahverdi Teymour oghlou a reçu le titre de "Héros national de l'Azerbaïdjan" après sa mort par décret du président azerbaïdjanais en date du 24 février 1993. Plus tard, par décret de Heydar Aliyev, Allahverdi Baghirov a reçu la médaille «L'étoile d'or».

## Vie privée
Il était marié et avait deux filles.